# Dolce tormento
Dolce tormento (Vrij vertaald: "Zoete pijniging") is een compositie van Kaija Saariaho.
Het bestaat uit een tekst van Francesco Petrarca (Canzoniere nr. 132) die voorgedragen moet worden terwijl de artiest ook het enige muziekinstrument in dit stuk, de piccolo bespeelt. De tekst wordt daarbij in de kleine dwarsfluit gesproken dan wel gefluisterd, terwijl op hetzelfde moment de fluitist “gewoon” fluit speelt. Het werk was een verjaardagscadeau van de componiste aan fluitiste Camilla Hoitenga, met wie zij enige tijd optrok. Alhoewel de partituur een secure notatie kent, moest Hoitenga vooral zelf haar weg vinden in de uitvoering. Zij moest bijvoorbeeld een professioneel zanger inhuren om beide technieken (spreken en spelen) te kunnen combineren. De "zoete pijniging" moest voortkomen uit de combinatie spreken/fluistering in vloeiend Italiaans en de haast onmogelijk embouchure op de piccolo.
Camilla Hoitenga speelde het werk voor het eerst in Parijs (Fins instituut) op 1 september 2004. Vervolgens trok Hoitenga de gehele wereld over met dit werk en deed daar Nederland (2011) bij aan.